# Palazzo Pitti

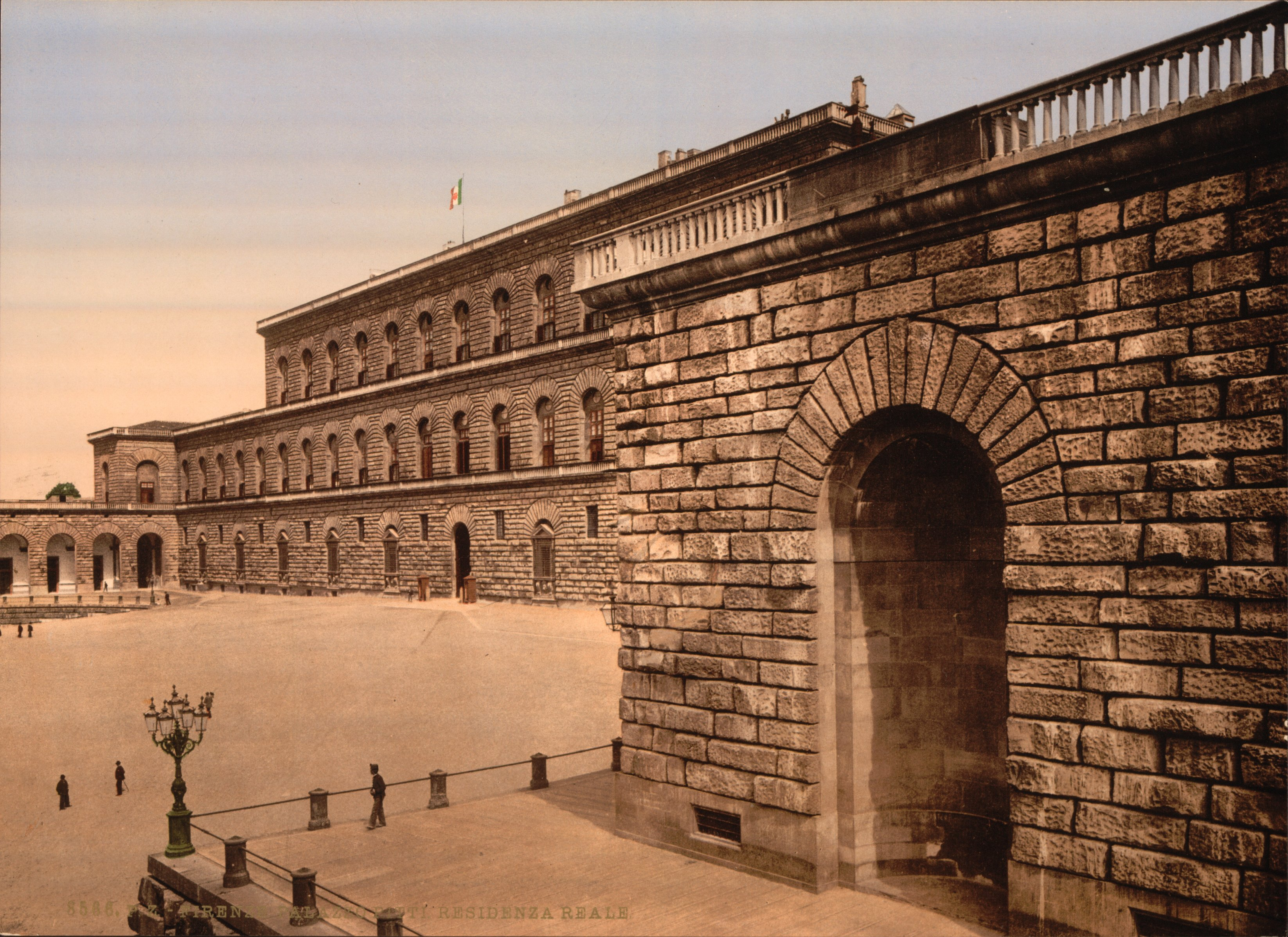
O fotografie din secolul XX nuanțată a Palatului Pitti, atunci încă cunoscut ca La Residenza Reale după ce a fost reședința Regelui Emanuel al II-lea între 1865-71, când Florența era capitala Italiei.

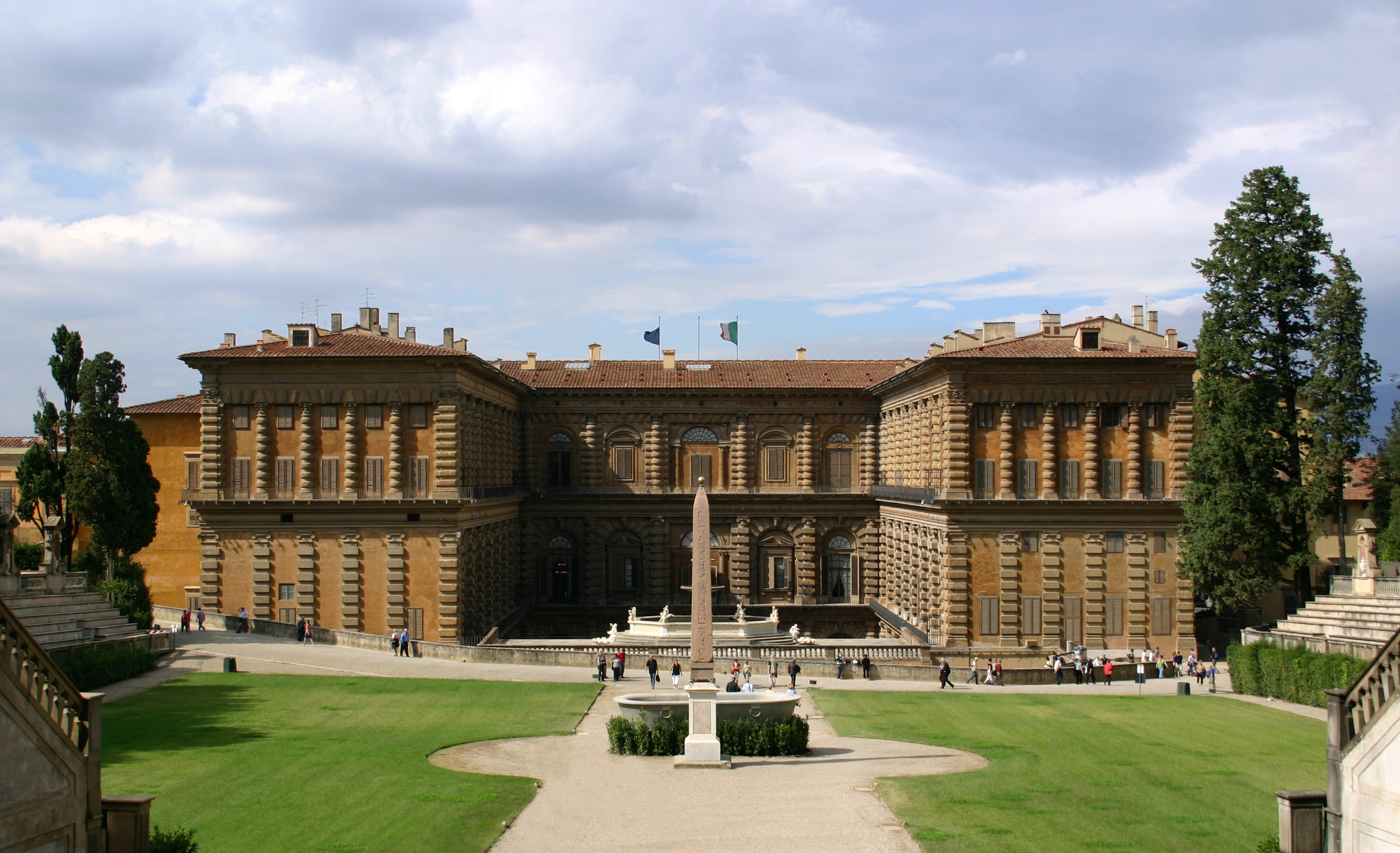
Grădina din fața amfiteatro de la Grădinile Boboli, cu obeliscul egiptean.

Palazzo Pitti este un palat din Florența, Italia, în principal în stil renascentist. Este situat pe partea de sud a râului Arno, la mică distanță de Ponte Vecchio. Partea principală a palatului datează din 1458 și a fost inițial reședința din oraș a lui Luca Pitti, un ambițios bancher florentin.
Palatul a fost cumpărat de familia Medici în 1549 și a devenit reședința familiilor care conduceau Marele Ducat al Toscanei. A crescut transformându-se într-o casă-comoară, deoarece generațiile care au urmat mai târziu au adus aici picturi, plăci, bijuterii și posesiuni de lux.
La sfârșitul secolului al XVIII-lea, palatul a fost folosit ca sediu al puterii de către Napoleon, iar mai târziu a servit pentru o scurtă perioadă ca palatul regal principal al Italiei recent unite. Palatul și conținutul său au fost donate italienilor de către Regele Victor Emanuel al III-lea în 1919 și ușile au fost deschise pentru public ca fiind una dintre cele mai mari galerii de artă din Florența. Astăzi, găzduiește mai multe colecții minore în plus față de cele ale  familiei Medici și este complet deschis pentru public.

## Istorie

### Început

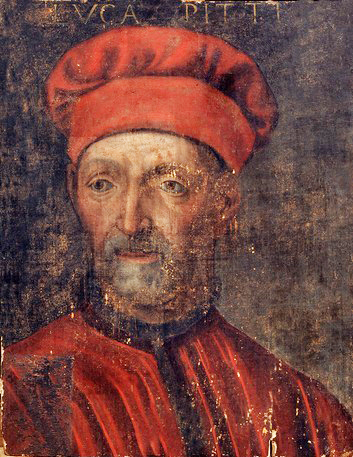
Luca Pitti (1398-1472) a început munca la palazzo în 1458.

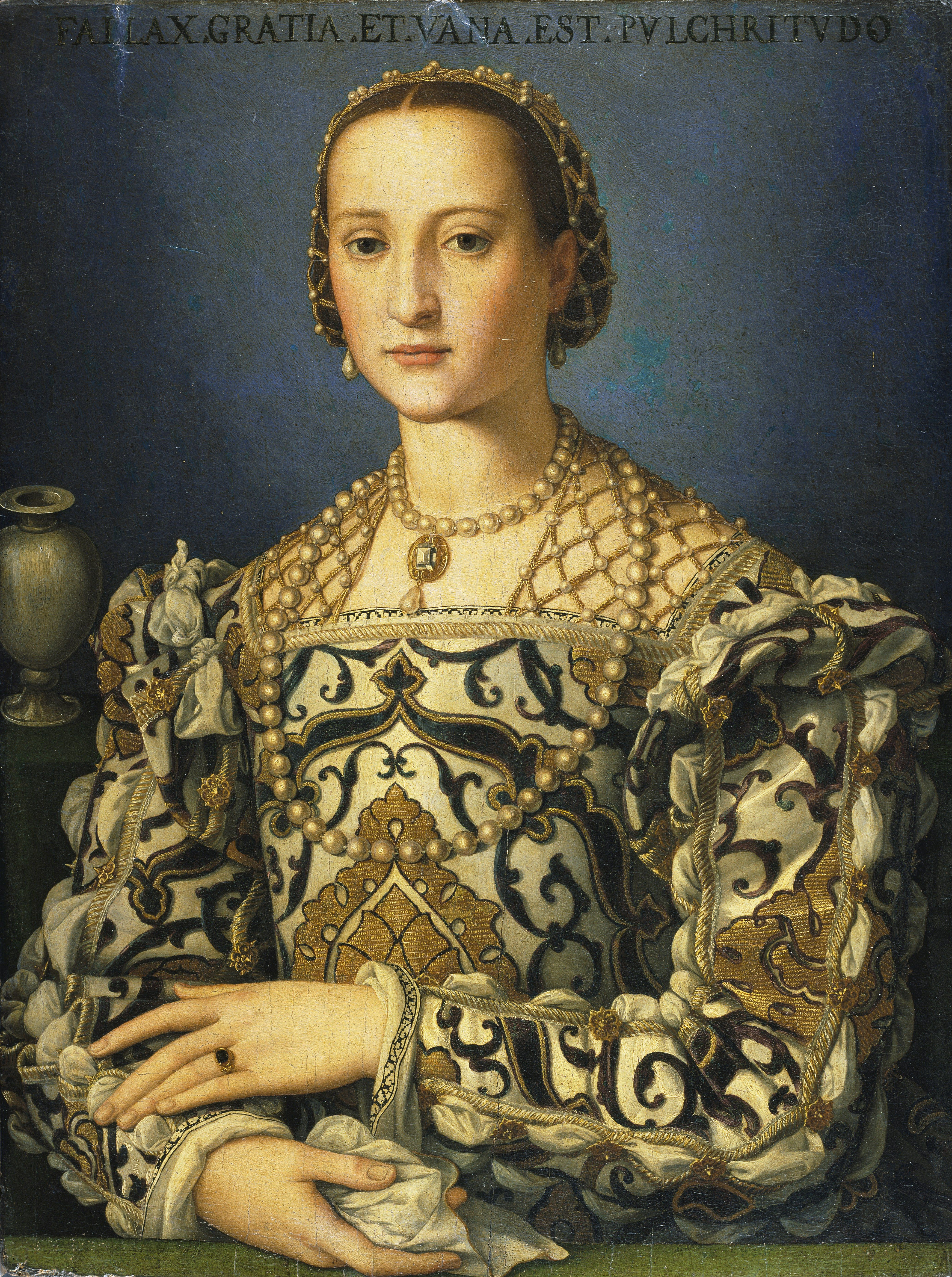
Marea Ducesă de Toscana Eleonora di Toledo, a cumpărat palatul de la Pitti în 1549 pentru Medici. Portret după Bronzino.

Construcția acestei clădiri impozante a fost comandată în 1458 de către bancherul florentin Luca Pitti, un susținător principal și prieten al lui Cosimo de Medici. Istoria timpurie a Palazzo Pitti este un amestec de realitate și mit. Se presupune că Pitti a dat instrucțiuni ca ferestrele să fie mai mari decât intrarea în Palazzo Medici. Istoricul de artă, Giorgio Vasari din secolul al XVI-lea a propus că Brunelleschi a fost arhitectul palatului, iar elevul său Luca Fancelli a avut sarcina de asistent, dar astazi Fancelli este în general creditat pentru lucrare. În afară de diferențele evidente ale stilul de arhitectură folosit de bătrânul arhitect, Brunelleschi a murit cu 12 ani înainte de începerea construcție la Palat. Proiectarea și ferestrele sugerează că arhitectul necunoscut a avut mai multă experiență în domeniul arhitecturii interne utilitare decât în normele umaniste definite de Alberti în cartea sa De Re Aedificatoria.
Deși impresionant, Palatul original nu putea rivaliza în nici un fel cu reședința Florentine Medici în termeni fie de dimensiune sau de conținut. Oricine ar fi arhitectul Palatului Pitti, el se mișca împotriva curentului contemporan de modă. Piatra rustică dă palatului un aer sever și puternic consolidat prin seria de 《trei ori-repetată de șapte》 deschideri de arc de cap, ce amintesc de un apeduct roman. Arhitectura în stil roman a apelat la dragostea florentină pentru noul stil total antic. Acest design original a rezistat testului timpului: formula repetitivă a fațadei a fost continuată în timpul completărilor ulterioare care au urmat la palat, iar influența acestuia poate fi văzută în numeroase imitații din secolul al 16-lea și în mai multe reveniri ale stilului, din secolul al 19-lea. Lucrările au fost oprite când Pitti a suferit pierderi financiare ca urmare a decesului lui Cosimo de Medici în 1464. Luca Pitti a murit în 1472 lăsând clădirea neterminată.

### Familia Medici

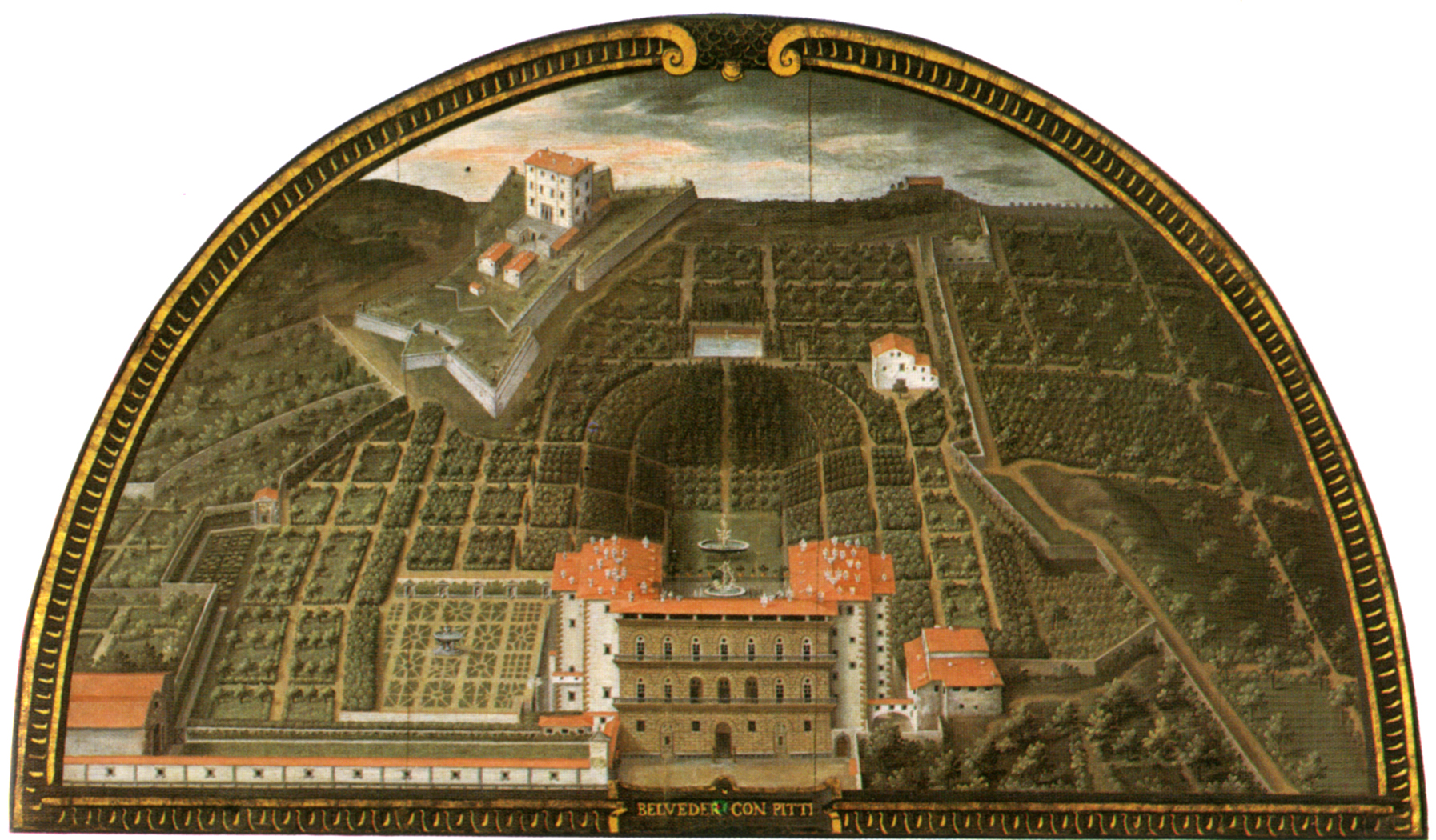
O semilună pictată în 1599 de Giusto Utens, arată palatul înainte de extensia sa, cu amfiteatrul și Grădinile Boboli în spate. Piatra roșie excavată de aici a fost folosită la extinderea palatului.

Cladirea a fost vândută în 1549 de către Buonaccorso Pitti, un descendent al lui Luca Pitti Eleonorei di Toledo. Crescută la curtea luxuoasă din Napoli, Eleonora a fost soția lui Cosimo I de Medici al Toscanei, mai târziu Mare Duce. Înainte de a se muta în palat, Cosimo i-a cerut lui Vasari să mărească structura pentru a se potrivi gusturilor sale; palatul a fost mai mult decât dublat prin adăugarea unui nou corp de-a lungul în spate.
Vasari a construit în 1565 și așa zisul "Corridoio vasariano" ("Coridorul vasarian"), o pasarelă aflată la înălțime, de la Palazzo Vecchio, prin Uffizi, traversând râul Arno peste Ponte Vecchio, la Palazzo Pitti. Acest lucru i-a permis Marelui Duce și familiei sale să se deplaseze în siguranță de la Palazzo Vecchio (reședința oficială) la Palazzo Pitti.
Inițial Palazzo Pitti a fost folosit mai ales pentru primirea oaspeților oficiali și pentru evenimentele ocazionale ale curții, în timp ce reședința principală a familiei Medici a rămas Palazzo Vecchio. Nu a fost reședința familiei, până la venirea la domnie a fiului lui Eleonora, Fernando I și a soției sale Cristina de Lorraine, atunci palatul a fost ocupat permanent și a devenit gazda colecției de artă a familiei Medici.
Terenul de pe dealul Boboli din spate a fost achiziționat cu scopul de crea un parc mare formal și grădini, astăzi cunoscute sub numele de Grădinile Boboli. Arhitectul peisagist angajat pentru acest lucru a fost Niccolo Tribolo, care a murit în anul următor, el a fost repede înlocuit de Bartolommeo Ammanati. Proiectul original al grădinilor centrate pe amfiteatru, în spatele la corps de logis ale palatului. Prima piesă jucată acolo a fost înregistrată ca fiind Andria de Terence în 1476. Acesta a fost urmată de mai multe piese de teatru clasice inspirat de dramaturgi florentini, cum ar fi Giovan Battista Cini. Realizate pentru amuzamentul curții cultivate Medici, ele conțineau decoruri elaborate create de arhitectul curții Baldassarre Lanci.

## Alte lecturi
- Gurrieri, Francesco (1996). Palaces of Florence. Rizzoli. pp. 66–77.